# Tour de France 2006
| 93. Tour de France 2006 – Endstand | 93. Tour de France 2006 – Endstand | 93. Tour de France 2006 – Endstand |
| ---------------------------------- | ---------------------------------- | ---------------------------------- |
| Streckenlänge                      | 20 Etappen, 3657,1 km              | 20 Etappen, 3657,1 km              |
| DSQ                                | Floyd Landis                       | 89:39:30 h                         |
| Gesamtwertung                      | Óscar Pereiro                      | + 0:57 min (40,782 km/h)           |
| Zweiter                            | Andreas Klöden                     | + 1:29 min                         |
| Dritter                            | Carlos Sastre                      | + 3:13 min                         |
| Vierter                            | Cadel Evans                        | + 5:08 min                         |
| Fünfter                            | Denis Menschow                     | + 7:06 min                         |
| Sechster                           | Cyril Dessel                       | + 8:41 min                         |
| Siebter                            | Christophe Moreau                  | + 9:37 min                         |
| Achter                             | Haimar Zubeldia                    | + 12:05 min                        |
| Neunter                            | Michael Rogers                     | + 15:07 min                        |
| Zehnter                            | Fränk Schleck                      | + 16:49 min                        |
| Punktwertung                       | Robbie McEwen                      | 288 P.                             |
| Zweiter                            | Erik Zabel                         | 199 P.                             |
| Dritter                            | Thor Hushovd                       | 195 P.                             |
| Bergwertung                        | Michael Rasmussen                  | 166 P.                             |
| Zweiter                            | David de la Fuente                 | 113 P.                             |
| Dritter                            | Carlos Sastre                      | 99 P.                              |
| Nachwuchswertung                   | Damiano Cunego                     | 89:58:39 h                         |
| Zweiter                            | Markus Fothen                      | + 0:38 min                         |
| Dritter                            | Matthieu Sprick                    | + 1:29:12 h                        |
| Mannschaftswertung                 | Team T-Mobile                      | 269:08:46 h                        |
| Zweiter                            | Team CSC                           | + 17:04 min                        |
| Dritter                            | Rabobank                           | + 23:26 min                        |
| Kämpferischster Fahrer             | David de la Fuente                 | David de la Fuente                 |

Die 93. Tour de France begann am Samstag, den 1. Juli 2006, in Straßburg und endete am Sonntag, den 23. Juli, auf der Avenue des Champs-Élysées in Paris. Sie wurde entgegen dem Uhrzeigersinn gefahren, also zuerst durch die Pyrenäen, danach durch die Alpen. Die gesamte Streckenlänge betrug 3657,1 km und war damit etwas länger als 2005. Es nahmen nach den Ausschlüssen vor Beginn der Rundfahrt 176 Rennfahrer teil, von denen 139 klassifiziert wurden. In Paris wurde zunächst der US-Amerikaner Floyd Landis als Gesamtsieger gekürt. Jedoch wurde die Tour de France 2006 von zwei Dopingskandalen überschattet, in die unter anderem auch Floyd Landis verwickelt war. Am 20. September 2007 wurde Floyd Landis der Toursieg aberkannt.
Gesamtsieger der Tour 2006 ist damit der Spanier Óscar Pereiro.

## Ausgangslage
Erstmals seit 1999 gab es bei dieser Ausgabe der Tour kein Mannschaftszeitfahren. Etappenorte im Ausland waren Esch-sur-Alzette im Großherzogtum Luxemburg, Valkenburg in den Niederlanden, Huy in Belgien und das Val d’Aran (Pla-de-Beret) in Spanien. Auf der 1. Etappe machte die Tour zudem einen kurzen Abstecher nach Deutschland (kein Etappenort).
Neben den gesetzten 20 UCI ProTeams waren zwei Wild Cards an Agritubel (Frankreich) und Comunidad Valenciana (Spanien) aus der UCI Continental Tour vergeben worden.
Letztere wurde allerdings am 12. Juni wegen Verwicklungen in den Dopingskandal Fuentes in Spanien ausgeschlossen, was ohne eine Genehmigung der UCI erfolgen konnte, da das Team nicht der UCI Pro Tour angehört und nur auf Grund der Wildcard startberechtigt war. Nach Bekanntwerden der Namen der verdächtigten Fahrer im Dopingskandal um das Team Liberty Seguros-Würth war eine Teilnahme des jetzigen Nachfolgeteams Astana-Würth an der Tour 2006 nicht mehr möglich, da es fünf seiner neun Fahrer suspendieren musste und somit gemäß dem Tour-Reglement nicht mehr startberechtigt war. Würth beendete daraufhin das Co-Sponsoring des Radteams.

## Im Vorfeld der Tour
Bis zum Vortag des Tourstarts waren sich die Experten ziemlich einig. Im ersten Jahr nach der Ära Armstrong waren der Deutsche Jan Ullrich vom Team T-Mobile und der Italiener Ivan Basso vom Team CSC die meistgenannten Favoriten. Ullrich wollte das Image des Pechvogels der vergangenen Jahre ablegen und nach drei zweiten Plätzen während der Ära Armstrong und zwei weiteren zweiten Plätzen in den Jahren 1996 und 1998 seinen Toursieg vom Jahre 1997 wiederholen. In den beiden letzten Jahren machte Basso vermehrt auf sich aufmerksam; er zeigte sich nicht nur am Berg als Ausnahmetalent (in den beiden vergangenen Jahren konnte nur er am Berg über die ganze Tour hinweg mit Armstrong mithalten), sondern besaß auch hervorragende Einzelzeitfahrqualitäten. Basso wurden in Bezug auf die letzten beiden Jahre die größeren Chancen eingeräumt, dem ehemaligen Zeitfahrweltmeister Ullrich kam aber zugute, dass es bei der Tour 2006 eine Bergetappe weniger, dafür ein Einzelzeitfahren mehr gab.
Zum erweiterten Favoritenkreis gehörten noch der Kasache Alexander Winokurow sowie die zwei Spanier Francisco Mancebo und Alejandro Valverde; Andreas Klöden lag in der Gesamtwertung 2004 als Zweiter sogar vor Basso. Außerdem bestanden gute Chancen für Floyd Landis, George Hincapie und Paolo Savoldelli, die ehemaligen Edelhelfer von Lance Armstrong. Zum erweiterten Favoritenkreis gehörten auch Iban Mayo, Haimar Zubeldia, Jaroslaw Popowytsch und Damiano Cunego.

## Doping

### Dopingskandal Fuentes

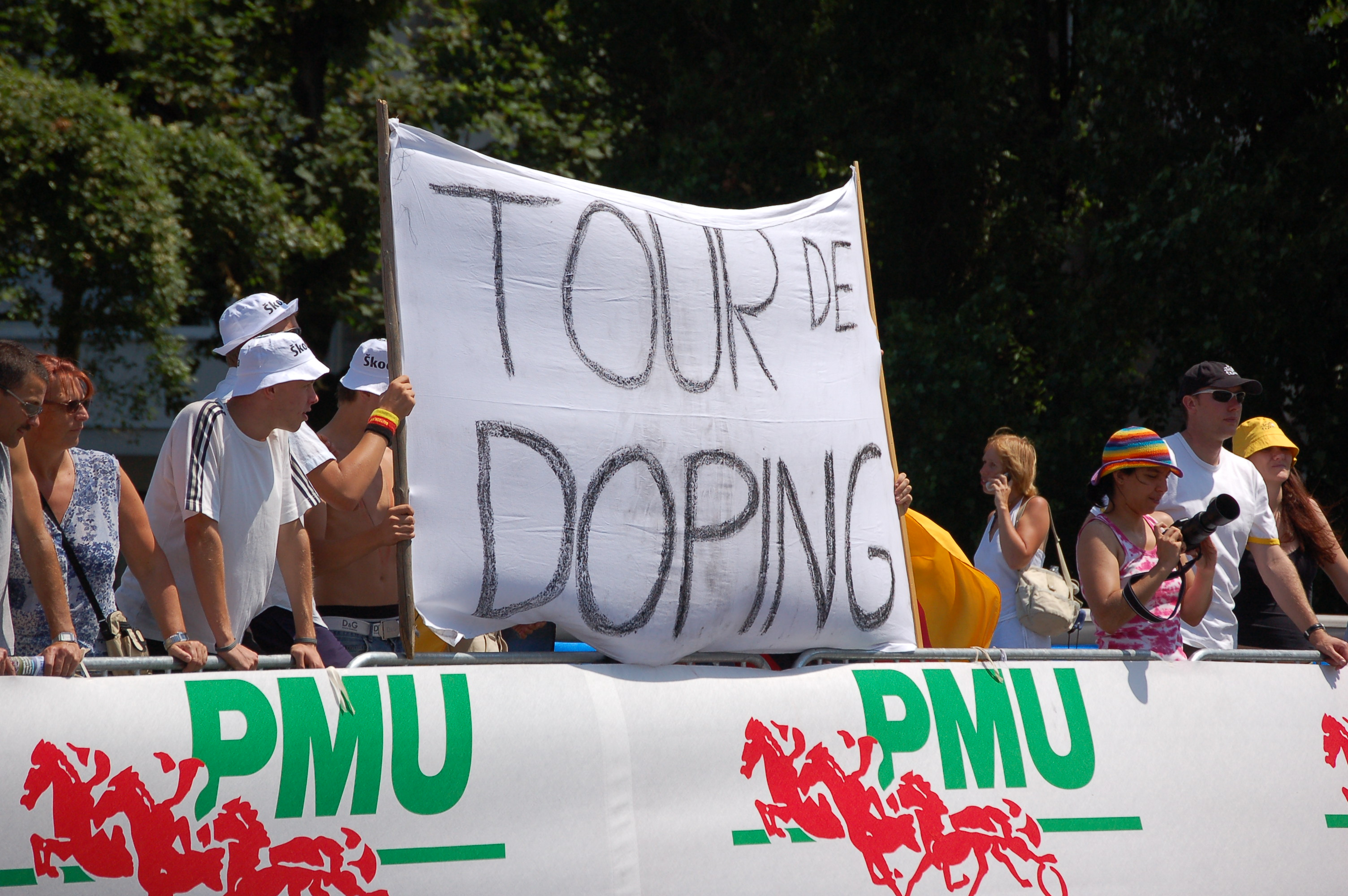
Transparent beim Prolog der Tour 2006

Am 29. Juni 2006, zwei Tage vor Tourstart, berichteten spanische Medien über einen Dopingskandal, in den vor allem der internationale Radsport, aber auch Sportarten wie Tennis und Fußball verwickelt sind. Hauptfigur ist der damalige Teamarzt der Radsportmannschaft Liberty Seguros, Eufemiano Fuentes. Im Rahmen einer groß angelegten Razzia der spanischen Polizei Guardia Civil wurden Blutbeutel, Dopingmittel und eine Liste mit vermuteten Codenamen von Radrennfahrern beschlagnahmt.
Tags darauf wurde dann die Liste mit 58 Namen veröffentlicht. Auf dieser Liste befindet sich ein großer Teil der Weltelite: Jan Ullrich, Ivan Basso, Francisco Mancebo, Óscar Sevilla und Joseba Beloki sind die bekanntesten Namen. Gleichentags suspendierte das Team T-Mobile seine beiden Topfahrer Jan Ullrich und Oscar Sevilla. Einige Stunden später disqualifizierte die Rennleitung der Tour de France die verbliebenen Topfavoriten Ivan Basso und Francisco Mancebo. Zudem kündigte sie an, keinen der verdächtigten Fahrer zum Start zuzulassen, sofern sie sich nicht ausdrücklich davon distanzieren können. Nach einer gemeinsamen Krisensitzung erklärten alle Teamchefs knapp 24 Stunden vor Beginn der Tour, dass kein einziger Fahrer, der auf der Dopingliste kursiert, starten werde. Ebenfalls werde es keine Nachnominierungen geben. Da das Team Astana-Würth fünf Fahrer suspendieren musste, war diese Mannschaft mit nur vier verbliebenen Fahrern (darunter Alexander Winokurow) nicht mehr startberechtigt und wurde von der Tour de France 2006 ausgeschlossen.
Damit befanden sich nun die Außenseiter in der Favoritenrolle. Neu als Topfavoriten galten somit vor allem Alejandro Valverde und Floyd Landis, aber auch mit Levi Leipheimer, George Hincapie, Gilberto Simoni, Damiano Cunego, Paolo Savoldelli, Cadel Evans, Carlos Sastre, Denis Menschow und Andreas Klöden war zu rechnen. Es konnte aber auch die Chance für einen Fahrer werden, den bisher fast niemand auf der Rechnung hatte.

### Dopingfall Floyd Landis
Insbesondere durch seine Solofahrt auf der 17. Etappe wurde Floyd Landis als würdiger Gesamtsieger angesehen. Drei Tage nach dem Ende der Tour bestätigte das Team Phonak Hearing Systems jedoch, dass Landis nach ebendieser Etappe in einer A-Probe positiv auf Testosteron getestet wurde.
Am 5. August 2006 wurde bekannt, dass auch die B-Probe positiv war.
Eine Disqualifikation von Landis war damit wahrscheinlich. Floyd Landis selbst hingegen beteuerte seine Unschuld und führte den zu hohen Testosteronspiegel auf das Cortison zurück, das zwar auf der Dopingliste steht, das er aber wegen eines Hüftleidens anwenden durfte.
Am 20. September 2007 wurde Landis der Tour-Sieg 2006 durch das Schiedsgericht American Arbitration Association aberkannt, weiterhin wurde Landis rückwirkend für zwei Jahre bis zum 20. Januar 2009 gesperrt. Anstelle von Landis wurde Óscar Pereiro, der zwischenzeitlich über eine halbe Stunde im Gesamtklassement zurücklag, zum Sieger der Tour de France 2006 erklärt. Der Internationale Sportgerichtshof (CAS) bestätigte am 30. Juni 2008 das Urteil gegen Landis letztinstanzlich.

## Sieger

### Gesamtwertung
Die Gesamtwertung war bis zum Schluss umkämpft, und außerordentlich viele Fahrer konnten sich das Maillot jaune überziehen. Aufgrund der Topographie des Rennens blieb das Trikot in der ersten Tourwoche in den Händen der Sprinter, allen voran Tom Boonen. Mit seinem Sieg im 1. Zeitfahren konnte Toursenior Serhij Hontschar das Gelbe Trikot erobern, während alle Favoriten außer Levi Leipheimer ihre Chancen wahrten. In den Pyrenäen ging das Trikot nicht unerwartet an Floyd Landis, obwohl dieser im Prolog wertvolle Sekunden verloren hatte, weil er wegen technischer Probleme zu spät startete. Dessen Team Phonak Hearing Systems wollte jedoch das Trikot zum damaligen Zeitpunkt nicht verteidigen. So kam es, dass die Gesamtführung an Óscar Pereiro überging, der eine Überführungsetappe in einer Fluchtgruppe mit 30 Minuten (!) Vorsprung vor dem Feld beendete, was im Rückblick Andreas Klöden um den möglichen Toursieg brachte.

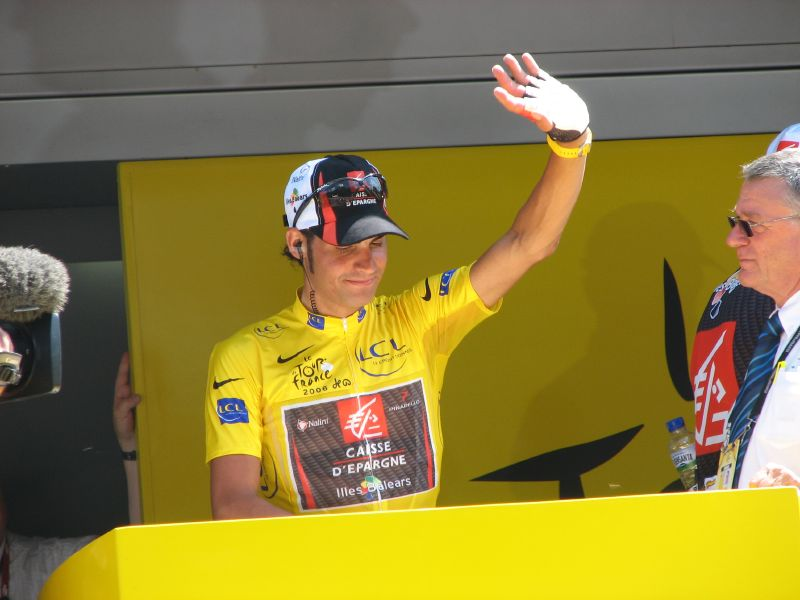
Toursieger Pereiro im gelben Trikot

Wie geplant konnte Floyd Landis das Trikot in den Alpen – namentlich in der 1. Alpenetappe im Aufstieg zur Alpe d’Huez – zurückerobern. Im Schlussanstieg nach La Toussuire der tags darauf folgenden Königsetappe brach Landis jedoch unerwartet ein und verlor viel Zeit, so dass der Spitzenplatz wieder an Pereiro überging. Mit einem Parforceritt auf der 3. und letzten Alpenetappe tags darauf konnte Landis jedoch den Abstand auf Pereiro wieder massiv reduzieren und mit seinem 3. Platz im Zeitfahren direkt vor der Schlussetappe das Gelbe Trikot wieder zurückerobern.
Die übrigen als Favoriten auf den Gesamtsieg gehandelten Fahrer blieben mit Ausnahme von Andreas Klöden (Rang 2) und Carlos Sastre (Rang 3) deutlich unter den Erwartungen. Alejandro Valverde gab die Tour nach einem Sturz bereits früh auf und konnte seine Fähigkeiten daher nicht zeigen.

### Bergwertung
Bei der Bergwertung war die Favoritenrolle an Michael Rasmussen vergeben. Dieser wurde den Erwartungen mit seiner Solofahrt auf der Königsetappe gerecht und verteidigte das Gepunktete Trikot bis Paris. Erwarten konnte man noch einen Angriff von Óscar Pereiro von Caisse d’Epargne, der jedoch aufgrund seiner Gesamtsiegchancen das Gepunktete Trikot nicht mehr anzielte. Erwartungsgemäß haben der Deutsche Fabian Wegmann vom Team Gerolsteiner, Christophe Moreau und Michael Boogerd wie in den Vorjahren wiederholt versucht, möglichst viele Punkte in der Bergwertung zu sammeln. Diese Angriffe konnte aber David de la Fuente, der das Trikot lange Zeit trug, gut abwehren und musste sich erst gegen Ende Rasmussen geschlagen geben.

### Punktewertung
Mit Tom Boonen, Robbie McEwen und Thor Hushovd gab es einige Anwärter auf das Grüne Trikot, nachdem Alessandro Petacchi aufgrund seines Sturzes beim Giro d’Italia seinen Tourstart abgesagt hatte. Schon früh zeigte jedoch McEwen den Konkurrenten den Meister und holte sich das Trikot souverän. Boonen gab das Rennen während der 15. Etappe auf.
Über eine Außenseiterrolle nicht hinaus kamen Erik Zabel und Stuart O’Grady.

### Nachwuchswertung
Im Kampf um das Weiße Trikot für den besten Jungprofi in der Gesamtwertung konnten sich vor allem die Fahrer gute Chancen ausrechnen, die sonst keinen Kapitän fürs Gesamtklassement haben. Dazu zählten allen voran Damiano Cunego, aber auch José Rujano, Thomas Lövkvist, Andrij Hrywko und Maxim Iglinski hatten freie Hand. Chancen konnte sich auch Markus Fothen ausrechnen, insbesondere nachdem sein Kapitän Levi Leipheimer im ersten Zeitfahren versagt hatte. Dieses Jahr fuhren in dieser Kategorie 24 Männer um die Extrapreise. Tatsächlich trug Fothen das Trikot während der meisten Etappen, doch schließlich musste er sich Cunego knapp geschlagen geben.

## Etappen

### Übersicht

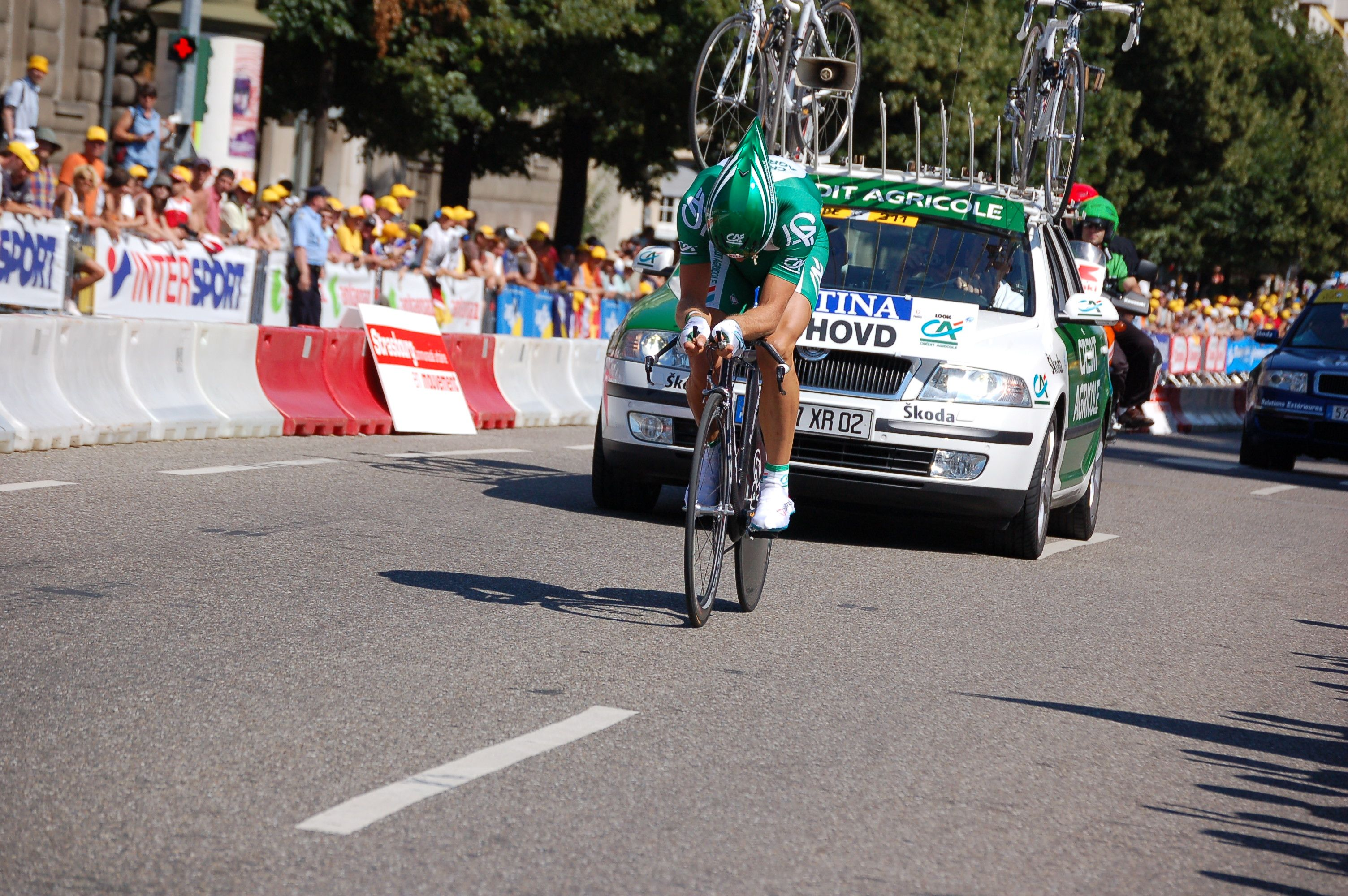
Thor Hushovd kurz vor seinem Sieg beim Prolog

Bereits der Prolog endete mit einer Überraschung, gewann doch mit Thor Hushovd ein Sprinter und nicht wie erwartet einer der Zeitfahrer.
Die ersten sechs Etappen wurden durch Fluchten von einzelnen, weniger bekannten Fahrern geprägt, die bereits kurz nach dem Start ausgerissen waren, aber jeweils kurz vor dem Ziel wieder eingeholt wurden. So endeten die Etappen im Sprint. Die meisten Experten rechneten jeweils mit einem Zweikampf zwischen den Topsprintern Thor Hushovd und Tom Boonen, doch mussten sie sich anderen Sprintern geschlagen geben: In der 1. Etappe gewann Jimmy Casper und tags darauf Robbie McEwen. In der 3. Etappe narrte ein Allrounder die Sprinter; Matthias Kessler riss in der Steigung kurz vor dem Ziel aus und gewann solo. Die 3. Etappe wurde von mehreren Stürzen überschattet, unter anderen musste Gesamtsiegsfavorit Alejandro Valverde mit einem Schlüsselbeinbruch aufgeben. In der 4. Etappe konnte Robbie McEwen wie schon zwei Tage zuvor sich den Tagessieg ersprinten; er profitierte jedoch auch von einem Sturz wenige Meter vor der Ziellinie. Den Sprint der 5. Etappe gewann Óscar Freire. In der 6. Etappe konnte Robbie McEwen seinen bereits dritten diesjährigen Etappensieg an der Tour realisieren, der damit auch sein Grünes Trikot sicher verteidigte. Anstelle von Etappensiegen konnten Hushovd zu Beginn und Boonen bis zum ersten Zeitfahren allerdings das Gelbe Trikot des Führenden überstreifen.
Mit großem Vorsprung gewann Serhij Hontschar das erste Zeitfahren und übernahm auch das Gelbe Trikot. Von den Gesamtsiegsfavoriten überzeugte lediglich Floyd Landis mit seinem 2. Rang, alle übrigen verloren mehrere Minuten auf Hontschar. In der 8. Etappe gewann zum ersten Mal mit Sylvain Calzati ein Ausreißer solo. Er hatte sich 20 km vor dem Ziel aus einer sechsköpfigen Fluchtgruppe abgesetzt. Die 9. Etappe ging mit Óscar Freire wieder an einen Sprinter, nachdem das Rennen lange Zeit wieder durch eine letztlich erfolglose Fluchtgruppe geprägt worden war.
In den beiden Pyrenäen-Etappen fielen erste Vorentscheidungen. In der 10. Etappe bildete sich aus einer großen Spitzengruppe bald ein Führungsduo: der Franzose Cyril Dessel und der Spanier Juan Miguel Mercado. Mercado gewann die Etappe schließlich gut sieben Minuten vor dem Feld im Sprint vor Dessel. Mit dieser Flucht wurde Dessel neuer Führender der Gesamt- wie der Bergwertung. Von den möglichen Favoriten bekundeten Iban Mayo und Levi Leipheimer größere Probleme. In der 11. Etappe, die über fünf anspruchsvolle Berge führte, kam es am letzten Berg zu einem Ausscheidungsfahren der Favoriten. Dem Etappensieger Denis Menschow konnten nur der neue Gesamtführende Floyd Landis und Levi Leipheimer folgen, mit einigen Sekunden Abstand Cadel Evans und Carlos Sastre. Andreas Klöden verlor 90 Sekunden. Iban Mayo gab die Tour auf. Dessel verlor das Gelbe Trikot an Landis und das Gepunktete Trikot an David de la Fuente.
Die folgenden drei Etappen vor dem zweiten Ruhetag waren mit ihrem welligen Terrain wie gemacht für Ausreißer, und so gewannen Jaroslaw Popowytsch die 12. Etappe (solo als Spitzenfahrer einer Fluchtgruppe), tags darauf Jens Voigt (vor dem neuen Gesamtführenden Óscar Pereiro 30 Minuten vor dem Feld) und die 14. Etappe Pierrick Fédrigo (einige Sekunden vor dem heranbrausenden Feld).
Die folgenden drei Etappen durch die Hochalpen brachten wichtige Vorentscheidungen und machten die Ausgangslage für das 2. Zeitfahren sehr spannend: Die 15. Etappe hinauf auf die legendäre Alpe d’Huez gewann Fränk Schleck, der sich aus einer anfangs 25-köpfigen Ausreißergruppe heraus als Solist durchsetzte. Floyd Landis eroberte das Gelbe Trikot zurück. Mit Tom Boonen gab der ärgste Konkurrent Robbie McEwens um das Grüne Trikot die Tour auf. Auf der folgenden Königsetappe nach La Toussuire konnte Óscar Pereiro wieder die Gesamtführung übernehmen. Landis erlitt einen Einbruch und verlor über zehn Minuten auf den dänischen Tagessieger Michael Rasmussen, der mit seiner Alleinfahrt auch das Gepunktete Trikot eroberte. Mit einer langen Flucht revanchierte sich Floyd Landis für seinen Einbruch tags davor und gewann die 17. Etappe, jedoch unter dem Einfluss von Testosteron, wie ihm später nachgewiesen wurde. Durch diese Flucht verringerte er seinen Rückstand gegenüber dem Führenden Óscar Pereiro auf 30 Sekunden, der sein Gelbes Trikot mit 12 Sekunden Vorsprung gegenüber Carlos Sastre verteidigen konnte. Markus Fothen musste das Weiße Trikot mit einem Rückstand von fünf Sekunden dem Italiener Damiano Cunego überlassen. Michael Rasmussen sicherte sich die Bergwertung definitiv.
Die 18. Etappe gewann Matteo Tosatto im Sprint einer Spitzengruppe. Im Zeitfahren der vorletzten Etappe folgte schließlich die Entscheidung. Noch vier Fahrer hatten Chance auf den Gesamtsieg. Serhij Hontschar siegte in dem Zeitfahren mit deutlichem Vorsprung vor Andreas Klöden, der Carlos Sastre in der Gesamtwertung überholen konnte. Der später wegen Dopings disqualifizierte Floyd Landis landete in der Gesamtwertung am Ende doch noch vor Óscar Pereiro, der deshalb erst nachträglich zum Toursieger wurde. Markus Fothen konnte das Weiße Trikot von dem stark auftrumpfenden Damiano Cunego wider Erwarten nicht zurückerobern. Den Sieg in der Schlussetappe sicherte sich mit Thor Hushovd derselbe Fahrer, der schon den Prolog gewonnen hatte. Hushovd schlug den Gewinner des Grünen Trikots, Robbie McEwen, klar.

### Ruhetage
Bei der Tour de France 2006 gab es zwei Ruhetage. Der erste war am 10. Juli 2006, der zweite am 17. Juli 2006.
Der Ruhetag wird meistens genutzt, um weite Distanzen innerhalb Frankreichs von einem Zielort zum nächsten Startort zu überbrücken (mit dem Flugzeug oder dem TGV). So wurde am ersten Ruhetag eine Distanz von 520 Kilometern von Lorient nach Bordeaux zurückgelegt. In Pressekonferenzen aktualisierten die Teams ihre jeweiligen Zielsetzungen. Des Weiteren wird der Tag von den Fahrern unterschiedlich genutzt.

### Details
| Etappen    | Tag          | Start – Ziel                                   | Distanz (km) | Etappensieger       | Zeit (h) | Schnitt (km/h) | Gelbes Trikot    |
| ---------- | ------------ | ---------------------------------------------- | ------------ | ------------------- | -------- | -------------- | ---------------- |
| Prolog     | Sa, 1. Juli  | Straßburg                                      | 7,1          | Thor Hushovd        | 00:08:17 | 51,428         | Thor Hushovd     |
| 1. Etappe  | So, 2. Juli  | Straßburg – Straßburg                          | 184,5        | Jimmy Casper        | 04:10:00 | 44,280         | George Hincapie  |
| 2. Etappe  | Mo, 3. Juli  | Obernai – Esch-sur-Alzette                     | 228,5        | Robbie McEwen       | 05:36:14 | 40,775         | Thor Hushovd     |
| 3. Etappe  | Di, 4. Juli  | Esch-sur-Alzette – Valkenburg                  | 216,5        | Matthias Kessler    | 04:57:54 | 43,605         | Tom Boonen       |
| 4. Etappe  | Mi, 5. Juli  | Huy – Saint-Quentin                            | 207          | Robbie McEwen       | 04:59:50 | 41,423         | Tom Boonen       |
| 5. Etappe  | Do, 6. Juli  | Beauvais – Caen                                | 225          | Óscar Freire        | 05:18:50 | 42,341         | Tom Boonen       |
| 6. Etappe  | Fr, 7. Juli  | Lisieux – Vitré                                | 189          | Robbie McEwen       | 04:10:17 | 45,308         | Tom Boonen       |
| 7. Etappe  | Sa, 8. Juli  | Saint-Grégoire – Rennes                        | 52 (EZF)     | Serhij Hontschar    | 01:01:43 | 50.553         | Serhij Hontschar |
| 8. Etappe  | So, 9. Juli  | Saint-Méen-le-Grand – Lorient                  | 181          | Sylvain Calzati     | 04:13:18 | 42,874         | Serhij Hontschar |
| Ruhetag    |              |                                                |              |                     |          |                |                  |
| 9. Etappe  | Di, 11. Juli | Bordeaux – Dax                                 | 169,5        | Óscar Freire        | 03:35:24 | 47,214         | Serhij Hontschar |
| 10. Etappe | Mi, 12. Juli | Cambo-les-Bains – Pau                          | 190,5        | Juan Miguel Mercado | 04:49:10 | 39,527         | Cyril Dessel     |
| 11. Etappe | Do, 13. Juli | Tarbes – Val d’Aran (Pla-de-Beret)             | 206,5        | Denis Menschow      | 06:06:25 | 33,813         | Floyd Landis     |
| 12. Etappe | Fr, 14. Juli | Luchon – Carcassonne                           | 211,5        | Jaroslaw Popowytsch | 04:34:58 | 46,151         | Floyd Landis     |
| 13. Etappe | Sa, 15. Juli | Béziers – Montélimar                           | 230          | Jens Voigt          | 05:24:36 | 42,513         | Óscar Pereiro    |
| 14. Etappe | So, 16. Juli | Montélimar – Gap                               | 180,5        | Pierrick Fédrigo    | 04:14:23 | 42,573         | Óscar Pereiro    |
| Ruhetag    |              |                                                |              |                     |          |                |                  |
| 15. Etappe | Di, 18. Juli | Gap – L’Alpe d’Huez                            | 187          | Fränk Schleck       | 04:52:22 | 38,376         | Floyd Landis     |
| 16. Etappe | Mi, 19. Juli | Le Bourg-d’Oisans – La Toussuire               | 182          | Michael Rasmussen   | 05:36:04 | 32,493         | Óscar Pereiro    |
| 17. Etappe | Do, 20. Juli | Saint-Jean-de-Maurienne – Morzine              | 200,5        | Floyd Landis        | 05:23:36 | 37,175         | Óscar Pereiro    |
| 18. Etappe | Fr, 21. Juli | Morzine – Mâcon                                | 197          | Matteo Tosatto      | 04:16:15 | 46,126         | Óscar Pereiro    |
| 19. Etappe | Sa, 22. Juli | Le Creusot – Montceau-les-Mines                | 57 (EZF)     | Serhij Hontschar    | 01:07:45 | 50,479         | Floyd Landis     |
| 20. Etappe | So, 23. Juli | Antony, Parc de Sceaux – Paris, Champs-Élysées | 154,5        | Thor Hushovd        | 03:56:52 | 39,135         | Floyd Landis     |

## Übersicht über die einzelnen Wertungen

### Gelbes Trikot
| Platz | Name              | Land               | Team                           | Zeit        |
| ----- | ----------------- | ------------------ | ------------------------------ | ----------- |
| DSQ   | Floyd Landis      | Vereinigte Staaten | Phonak Hearing Systems         | 89:39:30 h  |
| 1     | Óscar Pereiro     | Spanien            | Caisse d’Epargne-Illes Balears | + 0:57 min  |
| 2     | Andreas Klöden    | Deutschland        | T-Mobile Team                  | + 1:29 min  |
| 3     | Carlos Sastre     | Spanien            | Team CSC                       | + 3:13 min  |
| 4     | Cadel Evans       | Australien         | Davitamon-Lotto                | + 5:08 min  |
| 5     | Denis Menschow    | Russland           | Rabobank                       | + 7:06 min  |
| 6     | Cyril Dessel      | Frankreich         | AG2R Prévoyance                | + 8:41 min  |
| 7     | Christophe Moreau | Frankreich         | AG2R Prévoyance                | + 9:37 min  |
| 8     | Haimar Zubeldia   | Spanien            | Euskaltel-Euskadi              | + 12:05 min |
| 9     | Michael Rogers    | Australien         | T-Mobile Team                  | + 15:07 min |
| 10    | Fränk Schleck     | Luxemburg          | Team CSC                       | + 16:49 min |
| 14    | Markus Fothen     | Deutschland        | Team Gerolsteiner              | + 19:57 min |
| 22    | Patrik Sinkewitz  | Deutschland        | T-Mobile Team                  | + 49:01 min |
| 46    | Georg Totschnig   | Österreich         | Team Gerolsteiner              | + 1:42:55 h |
| 52    | Jens Voigt        | Deutschland        | Team CSC                       | + 1:50:41 h |
| 53    | Matthias Kessler  | Deutschland        | T-Mobile Team                  | + 1:52:03 h |
| 65    | Sebastian Lang    | Deutschland        | Team Gerolsteiner              | + 2:25:15 h |
| 67    | Fabian Wegmann    | Deutschland        | Team Gerolsteiner              | + 2:27:17 h |
| 80    | Björn Schröder    | Deutschland        | Team Milram                    | + 2:47:48 h |
| 85    | Erik Zabel        | Deutschland        | Team Milram                    | + 2:52:13 h |
| 95    | Ronny Scholz      | Deutschland        | Team Gerolsteiner              | + 3:00:48 h |
| 101   | Ralf Grabsch      | Deutschland        | Team Milram                    | + 3:04:21 h |
| 103   | Christian Knees   | Deutschland        | Team Milram                    | + 3:05:58 h |
| 106   | Bert Grabsch      | Deutschland        | Phonak Hearing Systems         | + 3:08:23 h |
| 107   | Bernhard Eisel    | Österreich         | Française des Jeux             | + 3:08:59 h |
| 134   | Peter Wrolich     | Österreich         | Team Gerolsteiner              | + 3:39:20 h |
| 138   | Wim Vansevenant   | Belgien            | Davitamon-Lotto                | + 4:02:01h  |

### Grünes Trikot
| Platz | Name                   | Land               | Team                   | Punkte |
| ----- | ---------------------- | ------------------ | ---------------------- | ------ |
| 1     | Robbie McEwen          | Australien         | Davitamon-Lotto        | 288    |
| 2     | Erik Zabel             | Deutschland        | Team Milram            | 199    |
| 3     | Thor Hushovd           | Norwegen           | Crédit Agricole        | 195    |
| 4     | Bernhard Eisel         | Österreich         | Française des Jeux     | 176    |
| 5     | Luca Paolini           | Italien            | Liquigas               | 174    |
| 6     | Iñaki Isasi            | Spanien            | Euskaltel-Euskadi      | 130    |
| 7     | Francisco José Ventoso | Spanien            | Saunier Duval-Prodir   | 128    |
| 8     | Cristian Moreni        | Italien            | Cofidis                | 116    |
| 9     | Jimmy Casper           | Frankreich         | Cofidis                | 98     |
| DSQ   | Floyd Landis           | Vereinigte Staaten | Phonak Hearing Systems | 93     |
| 12    | Andreas Klöden         | Deutschland        | T-Mobile Team          | 78     |
| 18    | Jens Voigt             | Deutschland        | Team CSC               | 59     |
| 23    | Peter Wrolich          | Österreich         | Team Gerolsteiner      | 55     |
| 42    | Björn Schröder         | Deutschland        | Team Milram            | 34     |
| 49    | Georg Totschnig        | Österreich         | Team Gerolsteiner      | 33     |
| 52    | Fabian Wegmann         | Deutschland        | Team Gerolsteiner      | 30     |
| 56    | Patrik Sinkewitz       | Deutschland        | T-Mobile Team          | 28     |
| 58    | Sebastian Lang         | Deutschland        | Team Gerolsteiner      | 27     |
| 61    | Matthias Kessler       | Deutschland        | T-Mobile Team          | 25     |
| 65    | Markus Fothen          | Deutschland        | Team Gerolsteiner      | 22     |
| 69    | Ronny Scholz           | Deutschland        | Team Gerolsteiner      | 20     |
| 79    | Christian Knees        | Deutschland        | Team Milram            | 10     |
| 101   | Bert Grabsch           | Deutschland        | Phonak Hearing Systems | 2      |

### Gepunktetes Trikot
| Platz | Name               | Land               | Team                   | Punkte |
| ----- | ------------------ | ------------------ | ---------------------- | ------ |
| 1     | Michael Rasmussen  | Dänemark           | Rabobank               | 166    |
| DSQ   | Floyd Landis       | Vereinigte Staaten | Phonak Hearing Systems | 131    |
| 3     | David de la Fuente | Spanien            | Saunier Duval-Prodir   | 113    |
| 4     | Carlos Sastre      | Spanien            | Team CSC               | 99     |
| 5     | Fränk Schleck      | Luxemburg          | Team CSC               | 96     |
| 6     | Michael Boogerd    | Niederlande        | Rabobank               | 93     |
| 7     | Damiano Cunego     | Italien            | Lampre-Fondital        | 80     |
| 8     | Cyril Dessel       | Frankreich         | AG2R Prévoyance        | 72     |
| 9     | Levi Leipheimer    | Vereinigte Staaten | Team Gerolsteiner      | 66     |
| 10    | Andreas Klöden     | Deutschland        | T-Mobile Team          | 64     |
| 12    | Fabian Wegmann     | Deutschland        | Team Gerolsteiner      | 61     |
| 18    | Patrik Sinkewitz   | Deutschland        | T-Mobile Team          | 41     |
| 28    | Jens Voigt         | Deutschland        | Team CSC               | 30     |
| 48    | Matthias Kessler   | Deutschland        | T-Mobile Team          | 14     |
| 57    | Ronny Scholz       | Deutschland        | Team Gerolsteiner      | 10     |
| 60    | Björn Schröder     | Deutschland        | Team Milram            | 9      |
| 54    | Georg Totschnig    | Österreich         | Team Gerolsteiner      | 7      |
| 84    | Bert Grabsch       | Deutschland        | Phonak Hearing Systems | 1      |

### Bester Nachwuchsfahrer
| Platz | Name                   | Land        | Team                 | Zeit        |
| ----- | ---------------------- | ----------- | -------------------- | ----------- |
| 1     | Damiano Cunego         | Italien     | Lampre-Fondital      | 89:58:49 h  |
| 2     | Markus Fothen          | Deutschland | Team Gerolsteiner    | + 0:38 min  |
| 3     | Matthieu Sprick        | Frankreich  | Bouygues Télécom     | + 1:29:12 h |
| 4     | David de la Fuente     | Spanien     | Saunier Duval-Prodir | + 1:36:00 h |
| 5     | Moisés Dueñas          | Spanien     | Agritubel            | + 1:48:40 h |
| 6     | Thomas Lövkvist        | Schweden    | Française des Jeux   | + 1:52:54 h |
| 7     | Francisco José Ventoso | Spanien     | Saunier Duval-Prodir | + 2:22:03 h |
| 8     | Joost Posthuma         | Niederlande | Rabobank             | + 2:32:41 h |
| 9     | Benoît Vaugrenard      | Frankreich  | Française des Jeux   | + 2:33:12 h |
| 10    | Pieter Weening         | Niederlande | Rabobank             | + 2:36:44 h |
| 12    | Christian Knees        | Deutschland | Team Milram          | + 2:46:39 h |
| 13    | Bernhard Eisel         | Österreich  | Française des Jeux   | + 2:49:40 h |

### Teamwertung
| Platz | Team                           | Land               | Zeit        |
| ----- | ------------------------------ | ------------------ | ----------- |
| 1     | T-Mobile Team                  | Deutschland        | 269:08:46 h |
| 2     | Team CSC                       | Dänemark           | + 17:04 min |
| 3     | Rabobank                       | Niederlande        | + 23:26 min |
| 4     | AG2R Prévoyance                | Frankreich         | + 33:19 min |
| 5     | Caisse d’Epargne-Illes Balears | Spanien            | + 56:53 min |
| 6     | Lampre-Fondital                | Italien            | + 57:37 min |
| 7     | Team Gerolsteiner              | Deutschland        | + 1:45:25 h |
| 8     | Discovery Channel              | Vereinigte Staaten | + 2:19:17 h |
| 9     | Euskaltel-Euskadi              | Spanien            | + 2:26:38 h |
| 10    | Crédit Agricole                | Frankreich         | + 2:49:06 h |

## Trikots im Tourverlauf
Die Tabelle zeigt den Träger des jeweiligen Wertungstrikots während der einzelnen Etappe bzw. den Führenden der jeweiligen Gesamtwertung am Abend des Vortags an.
| Etappe     | Gelbes Trikot    | Grünes Trikot | Gepunktetes Trikot | Weißes Trikot     | Teamwertung       | Kämpferischster Fahrer |
| ---------- | ---------------- | ------------- | ------------------ | ----------------- | ----------------- | ---------------------- |
| 0Prolog    | Thor Hushovd     | Thor Hushovd  | nicht vergeben     | Joost Posthuma    | Discovery Channel | nicht vergeben         |
| 01. Etappe | George Hincapie  | Jimmy Casper  | Fabian Wegmann     | Benoît Vaugrenard | Discovery Channel | Walter Bénéteau        |
| 02. Etappe | Thor Hushovd     | Robbie McEwen | David de la Fuente | Benoît Vaugrenard | Discovery Channel | David de la Fuente     |
| 03. Etappe | Tom Boonen       | Tom Boonen    | Jérôme Pineau      | Markus Fothen     | Discovery Channel | José Luis Arrieta      |
| 04. Etappe | Tom Boonen       | Robbie McEwen | Jérôme Pineau      | Markus Fothen     | Discovery Channel | Egoi Martínez          |
| 05. Etappe | Tom Boonen       | Robbie McEwen | Jérôme Pineau      | Markus Fothen     | Discovery Channel | Samuel Dumoulin        |
| 06. Etappe | Tom Boonen       | Robbie McEwen | Jérôme Pineau      | Benoît Vaugrenard | Discovery Channel | Anthony Geslin         |
| 07. Etappe | Serhij Hontschar | Robbie McEwen | Jérôme Pineau      | Markus Fothen     | T-Mobile Team     | David de la Fuente     |
| 08. Etappe | Serhij Hontschar | Robbie McEwen | Jérôme Pineau      | Markus Fothen     | T-Mobile Team     | Sylvain Calzati        |
| 9. Etappe  | Serhij Hontschar | Robbie McEwen | Jérôme Pineau      | Markus Fothen     | T-Mobile Team     | Christian Knees        |
| 10. Etappe | Cyril Dessel     | Robbie McEwen | Cyril Dessel       | Markus Fothen     | ag2r Prévoyance   | Juan Miguel Mercado    |
| 11. Etappe | Floyd Landis     | Robbie McEwen | David de la Fuente | Markus Fothen     | T-Mobile Team     | David de la Fuente     |
| 12. Etappe | Floyd Landis     | Robbie McEwen | David de la Fuente | Markus Fothen     | T-Mobile Team     | Daniele Bennati        |
| 13. Etappe | Óscar Pereiro    | Robbie McEwen | David de la Fuente | Markus Fothen     | Team CSC          | Jens Voigt             |
| 14. Etappe | Óscar Pereiro    | Robbie McEwen | David de la Fuente | Markus Fothen     | Team CSC          | Salvatore Commesso     |
| 15. Etappe | Floyd Landis     | Robbie McEwen | David de la Fuente | Markus Fothen     | Team CSC          | Stefano Garzelli       |
| 16. Etappe | Óscar Pereiro    | Robbie McEwen | Michael Rasmussen  | Markus Fothen     | Team CSC          | Michael Rasmussen      |
| 17. Etappe | Óscar Pereiro    | Robbie McEwen | Michael Rasmussen  | Damiano Cunego    | T-Mobile Team     | nicht vergeben         |
| 18. Etappe | Óscar Pereiro    | Robbie McEwen | Michael Rasmussen  | Damiano Cunego    | T-Mobile Team     | Levi Leipheimer        |
| 19. Etappe | Floyd Landis     | Robbie McEwen | Michael Rasmussen  | Damiano Cunego    | T-Mobile Team     | nicht vergeben         |
| 20. Etappe | Floyd Landis     | Robbie McEwen | Michael Rasmussen  | Damiano Cunego    | T-Mobile Team     | Aitor Hernández        |
| Sieger     | Óscar Pereiro    | Robbie McEwen | Michael Rasmussen  | Damiano Cunego    | T-Mobile Team     | David de la Fuente     |